# Creugas mucronatus
Creugas mucronatus là một loài nhện trong họ Corinnidae.
Loài này thuộc chi Creugas. Creugas mucronatus được Frederick Octavius Pickard-Cambridge miêu tả năm 1899.